# Tramortenscharte
Tramortenscharte är en bergstopp i Österrike.   Den ligger i distriktet Tamsweg och förbundslandet Salzburg, i den centrala delen av landet, 220 km sydväst om huvudstaden Wien. Toppen på Tramortenscharte är 2 473 meter över havet.
Terrängen runt Tramortenscharte är huvudsakligen bergig. Närmaste större samhälle är Tamsweg, 13,9 km söder om Tramortenscharte. 
I omgivningarna runt Tramortenscharte växer i huvudsak blandskog. Runt Tramortenscharte är det glesbefolkat, med 20 invånare per kvadratkilometer.